# Pınarlar (Denizli)
Pınarlar (türkisch für Quellen) (früher Uzunpınar) ist eine Kleinstadt im Landkreis Tavas der türkischen Provinz Denizli. Pınarlar liegt etwa 53 km südlich der Provinzhauptstadt Denizli und 9 km südlich von Tavas. Pınarlar hatte laut der letzten Volkszählung 1.676 Einwohner (Stand Ende Dezember 2010).
Das Verwaltungsgebiet von Pınarlar gliedert sich in zwei Stadtteile, Atalar Mahallesi und Cumhuriyet Mahallesi, die jeweils von einem Muhtar verwaltet werden.
Seit Jahrhunderten sind die wichtigen Einnahmequellen traditionell der Ackerbau und die Tierhaltung.